# Plaine côtière israélienne

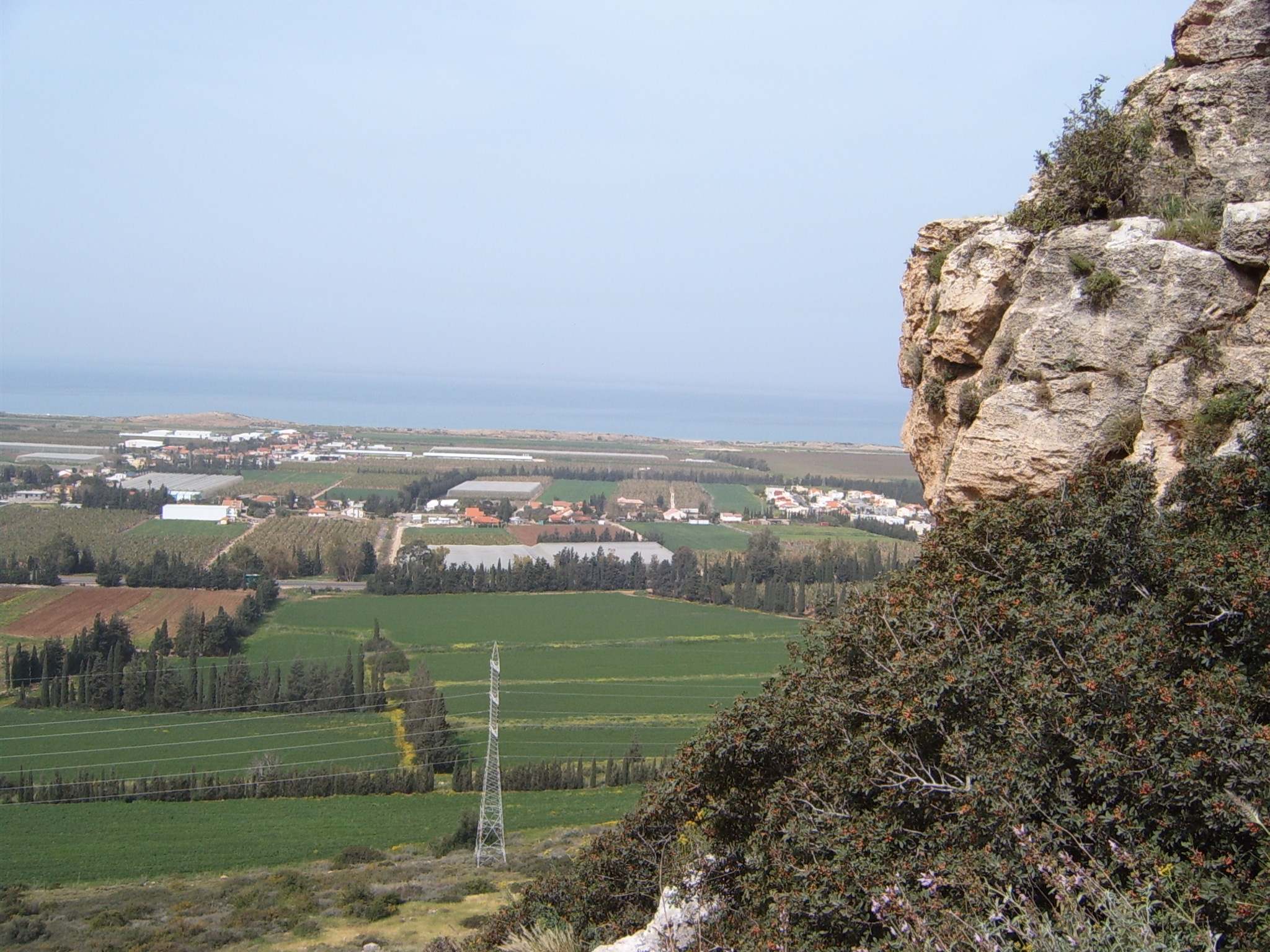
Vue de la plaine côtière israélienne depuis le mont Carmel, avec au loin la mer Méditerranée.

La plaine côtière israélienne (en hébreu : מישור החוף   , Mishor HaḤof) est une région géographique d'Israël s'étendant sur 187 km le long de la mer Méditerranée  sur un axe nord - sud. Ce littoral est étroit au nord et s’élargit considérablement au sud ; il est continu à l’exception d'une courte section où le mont Carmel s’étend presque jusqu’à la mer. La plaine côtière est bordée à l'est par des régions topographiquement plus élevées  qui sont, du nord au sud, la Galilée, la vallée de Jezreel, la chaîne du Carmel, les monts de Samarie, la région montagneuse de Judée connue sous le nom de Shephelah, et les monts du Néguev au sud. Au nord, elle est séparée de la plaine côtière du Liban par les falaises de Rosh HaNikra, qui prolongent les monts de Galilée jusqu'à la mer, mais au sud, elle se prolonge dans la péninsule égyptienne du Sinaï.
La plaine est par convention subdivisée en plusieurs zones : la plaine côtière septentrionale borde la Galilée occidentale dans sa partie nord et la vallée de Jezreel dans sa partie méridionale, entre Acre et Haïfa, où elle est également appelée plaine de Zebulon ; le Hof HaCarmel, ou plaine côtière du Carmel, longe la chaîne du mont Carmel; la plaine du Sharon s'étend jusqu'au nord de Tel Aviv ; la plaine côtière centrale va de Tel Aviv jusqu'à la limite nord de la bande de Gaza, le ruisseau Nahal Shikma constituant sa limite. Sur toute sa longueur, ce rivage comporte des  plages de sable fin et  jouit d'un climat méditerranéen.

## Hydrographie
Malgré sa longueur, la plaine n'est traversée que par deux cours d'eau importants ; le Yarkon, qui fait 27 km de   long et s’écoule de la région de Petah Tikva à la Méditerranée et le Kishon, long de 43 km, qui se jette dans la baie de Haïfa.

## Subdivisions

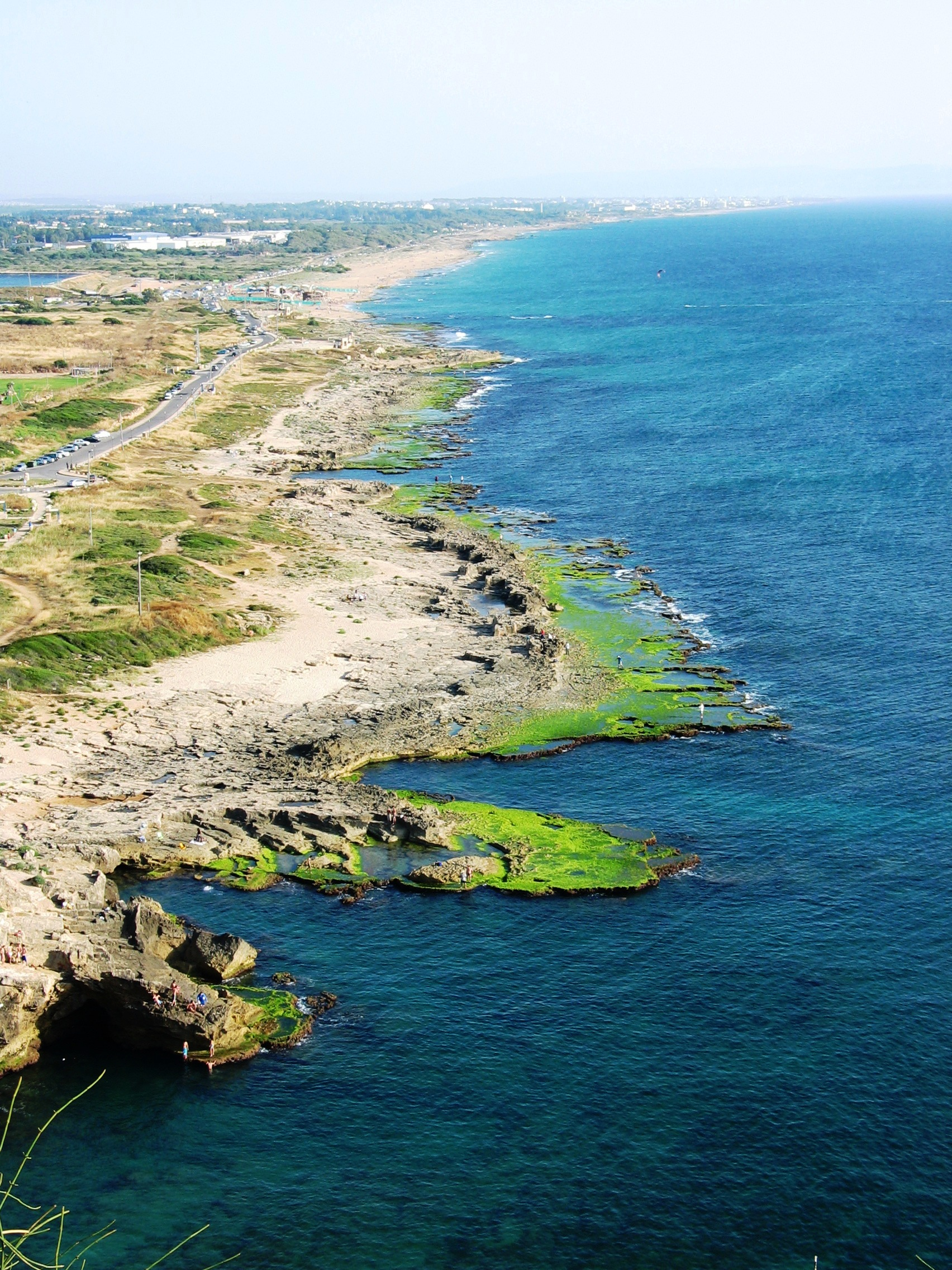
La côte rocheuse de Rosh HaNikra dans l'extrême nord d'Israël.

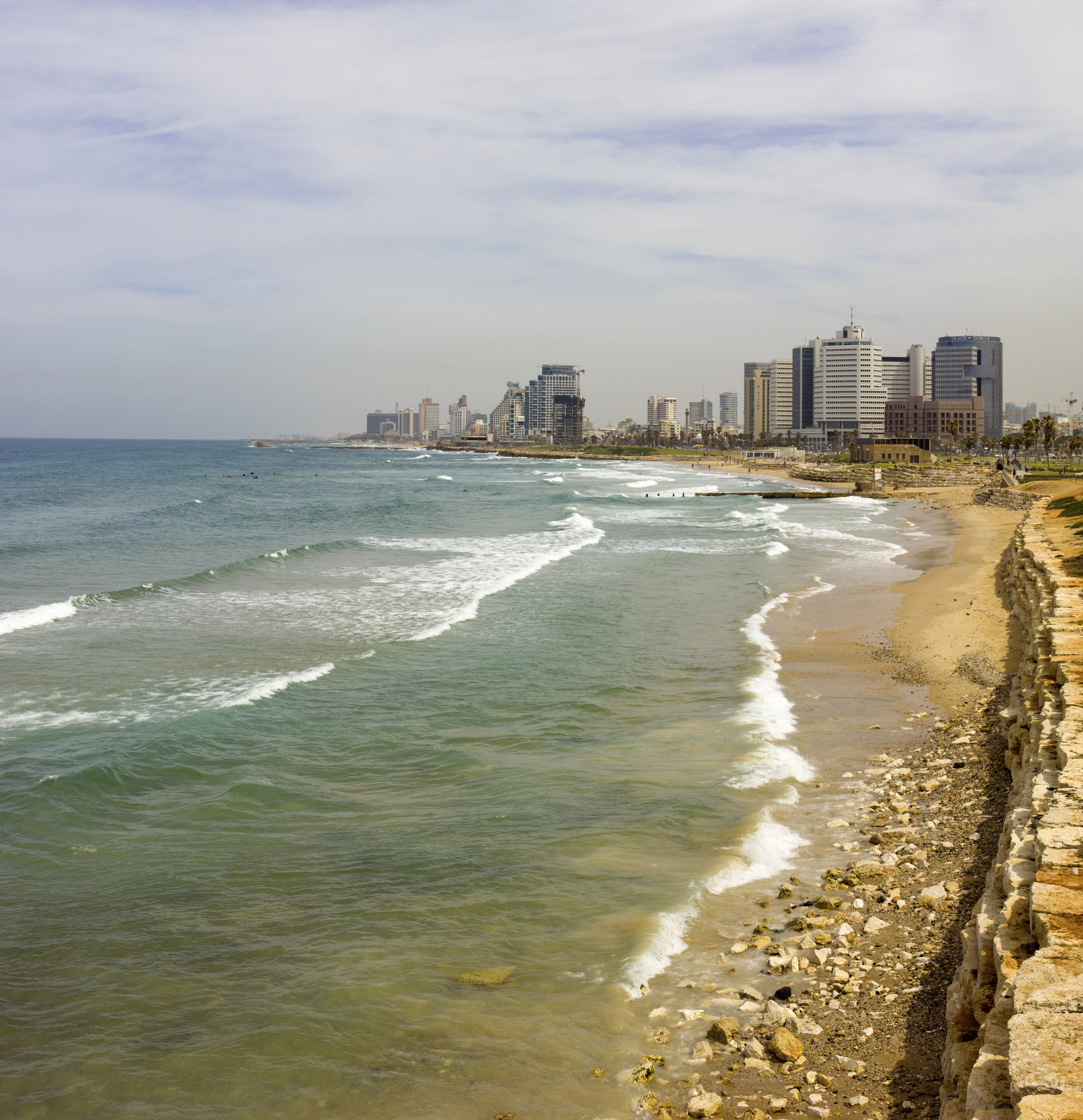
Le littoral de Tel Aviv (vu de Jaffa), très urbanisé

La plaine côtière comprend les subdivisions suivantes, du nord au sud :  

### Plaine côtière du nord
La plaine côtière du nord ou plaine d'Asher s'étend de la troisième ville d'Israël, Haïfa, au nord de Rosh HaNikra, à la frontière israélo-libanaise. Elle sépare la Galilée occidentale et la vallée de Jezreel de la Méditerranée. Son segment sud borde la vallée de Jezreel et est appelé - plutôt à tort - la plaine de Zabulon . C'est une région fertile ou se situe la ville de Nahariya et de nombreux moshavim et kibboutzim. Il y a plusieurs petites îles et îlots au large de la côte dans cette région. La plaine côtière d’Acre est souvent considérée comme une région distincte, elle comporte de nombreuses zones urbaines, notamment Acre et la banlieue nord de Haïfa, connue sous le nom de Krayot, ainsi que des zones plus agricoles.

### Hof HaCarmel
Le Hof HaCarmel (littéralement "côte du Carmel") est la partie de la plaine côtière qui s'étend le long de la chaîne du mont Carmel, à partir de Haïfa (plus exactement: Rosh HaCarmel, le cap du mont Carmel qui atteint presquela mer  )., jusqu'à Nahal Taninim, au sud de Zikhron Yaakov. Le sol de la plaine Hof HaCarmel est riche et, à l'exception de la ville principale de Haïfa au nord, la plupart des zones d'habitations se composent de villages agricoles. Le conseil régional Hof HaCarmel est une unité administrative qui correspond dans une large mesure, mais pas totalement, à la région géographique du Hof HaCarmel.

### Plaine du Sharon
La plaine du Sharon s'étend de Nahal Taninim (Zikhron Ya'akov) à la rivière Yarkon à Tel Aviv. Cette région est la plus peuplée d'Israël, elle comporte de nombreuses villes, dont Netanya et Herzliya, ainsi que de petites communautés à l'intérieur des terres.

### Plaine côtière centrale
La plaine côtière centrale d'Israël, également appelée plaine côtière de Judée, s'étend du fleuve Yarkon, au nord de Tel Aviv, à la pointe nord de la bande de Gaza dont elle est séparée par le Nahal Shikma . Cette région comprend Bat Yam, Rishon LeZion, Ashdod et Ashkelon., ainsi que des communautés agricoles.

### Plaine côtière méridionale
La plaine côtière méridionale s'étend autour de la bande de Gaza et est également connue sous le nom de plaine côtière du Néguev. Géographiquement, la plaine côtière du Néguev constitue l'extension méridionale de la plaine côtière de Judée (plaine côtière du centre de l'Israël), tant en ce qui concerne la géologie, l'hydrologie, la faune et la flore.
La plaine côtière méridionale israélienne comprend deux subdivisions: 
- la région de Besor, une zone de savanes qui comprend nombre relativement important de communautés, au nord
- la région d’Agur-Halutza au sud, très peu peuplée[2].